# Ellen Demuth

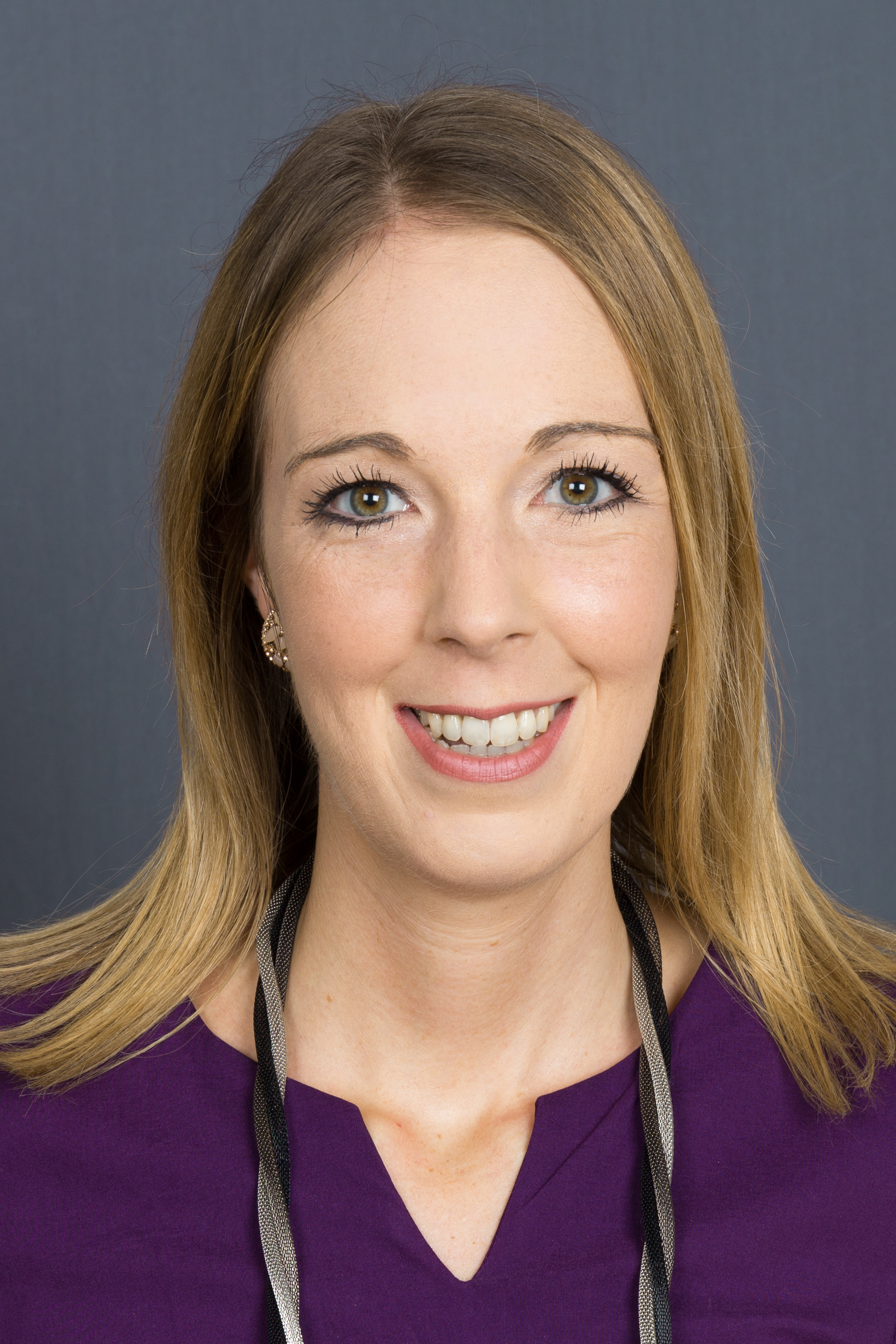
Ellen Demuth (2016)

Ellen Demuth (* 10. Juli 1982 in Linz am Rhein) ist eine deutsche Politikerin (CDU). Seit 2025 ist sie Mitglied des Deutschen Bundestages. Zuvor war sie von 2011 bis 2025 Mitglied des rheinland-pfälzischen Landtages.

## Leben
Nach dem Abitur 2002 studierte Demuth Betriebswirtschaftslehre an der Internationalen Fachhochschule Bad Honnef Bonn sowie der University of Technology in Melbourne, Australien. Ihr Studium schloss sie Anfang 2007 als Diplom-Betriebswirtin (FH) ab. Nach ihrem Studium arbeitete sie als Referentin bei der Stadtverwaltung in Brühl (Rheinland), bis sie im Mai 2011 in den Landtag einzog.

## Politik
Demuth trat 1997 in die Junge Union ein und wurde im Jahr 2001 Mitglied der CDU. Seit 2009 ist sie Mitglied des Kreistages des Landkreises Neuwied sowie Mitglied des Stadtrates ihrer Heimatstadt Linz am Rhein.
Bei der Landtagswahl 2011 wurde sie als CDU-Direktkandidatin des Wahlkreises 3 Linz am Rhein/Rengsdorf gewählt. 2016 und 2021 konnte sie das Direktmandat verteidigen. In der Wahlperiode von 2016 bis 2021 war sie Vorsitzende der Enquete-Kommission „Tourismus als starker Wirtschafts- und Standortfaktor für Rheinland-Pfalz“, Mitglied im Ausschuss für Medien, Digitale Infrastruktur und Netzpolitik sowie im Ausschuss für Gleichstellung und Frauenförderung, darüber hinaus Sprecherin der CDU-Fraktion im Landtag für Tourismus, Gleichstellung und Frauenförderung und Neue Medien.
Ellen Demuth ist Mitglied der Kommission beim Landesbeauftragten für Datenschutz, im Beirat des Landesbetriebes Daten und Information und im Kuratorium Stiftung „Rheinland-Pfalz für Kultur“. Im April 2017 wurde sie zur Vorsitzenden der Enquete-Kommission Wirtschafts- und Standortfaktor Tourismus in Rheinland-Pfalz gewählt.
Am 18. November 2017 wurde Demuth zur stellvertretenden Vorsitzenden in den CDU-Bezirksvorstand CDU Koblenz-Montabaur gewählt.
Im August 2017 forderte sie die Entfernung eines ausgemusterten Kampfpanzers Centurion auf einem Privatgrundstück in der Nähe von Linz am Rhein, weil sie die Aufstellung als Verhöhnung aller Opfer von Krieg und Gewalt sah, trotz vom Eigentümer angebrachter Friedenstauben. Die Landesregierung lehnte dies mit Verweis auf das Kriegswaffenkontrollgesetz, dem der kampf- und fahruntüchtige Panzer eben nicht mehr unterläge, ab und sah keine Handhabe für eine Entfernung, die örtlichen Behörden im Kreis Neuwied sahen dies ebenso.
Seit Januar 2019 ist Ellen Demuth Mitglied im Bundesfachausschuss Gesellschaftlicher Zusammenhalt der CDU Deutschlands.
Seit Februar 2019 ist Ellen Demuth Botschafterin der Antisexismuskampagne LAUT♀STARK des Ministeriums für Familie, Frauen, Jugend, Integration und Verbraucherschutz des Landes Rheinland-Pfalz.
Am 28. Januar 2020 wurde Ellen Demuth in die Struktur- und Satzungskommission der CDU-Deutschland berufen.
Am 29. Januar 2020 wählte der rheinland-pfälzische Landtag Ellen Demuth in den Rundfunkrat Rheinland-Pfalz. Die Amtszeit des neuen Rundfunkrates des Südwestrundfunks begann am 11. Juli 2020.
Am 6. Dezember 2020 berief Norbert Röttgen Demuth als Chefstrategin seiner Kampagne zur Kandidatur als CDU-Bundesvorsitzender.
Nach der verlorenen Bundestagswahl 2021 forderte sie als erste CDU-Politikerin den Rücktritt von CDU-Chef Armin Laschet.
Ab Mai 2021 gehörte Demuth in der dritten Wahlperiode dem rheinland-pfälzischen Landtag als direkt gewählte Abgeordnete an. Sie war stellvertretende Fraktionsvorsitzende der CDU-Landtagsfraktion. Von März 2022 bis September 2024 war sie stellvertretende Landesvorsitzende der CDU Rheinland-Pfalz.
Für die Bundestagswahl 2025 kandidierte sie im Bundestagswahlkreis Neuwied, wurde im November 2024 nominiert und gewann den Wahlkreis mit 35,6 Prozent der Erststimmen. Im Zuge dessen legte sie ihre Landtagsmandat nieder; für sie rückte Pierre Fischer in den Landtag nach.
Im 21. Deutschen Bundestag ist sie ordentliches Mitglied im Ausschuss für Bildung, Familie, Senioren, Frauen und Jugend, im Ausschuss für Kultur und Medien und im Auswärtigen Ausschuss sowie stellvertretendes Mitglied im Ausschuss für Gesundheit.

## Privates
Demuth wohnt mit ihrer 2005 geborenen Tochter in Linz am Rhein.